# Henderson's Relish

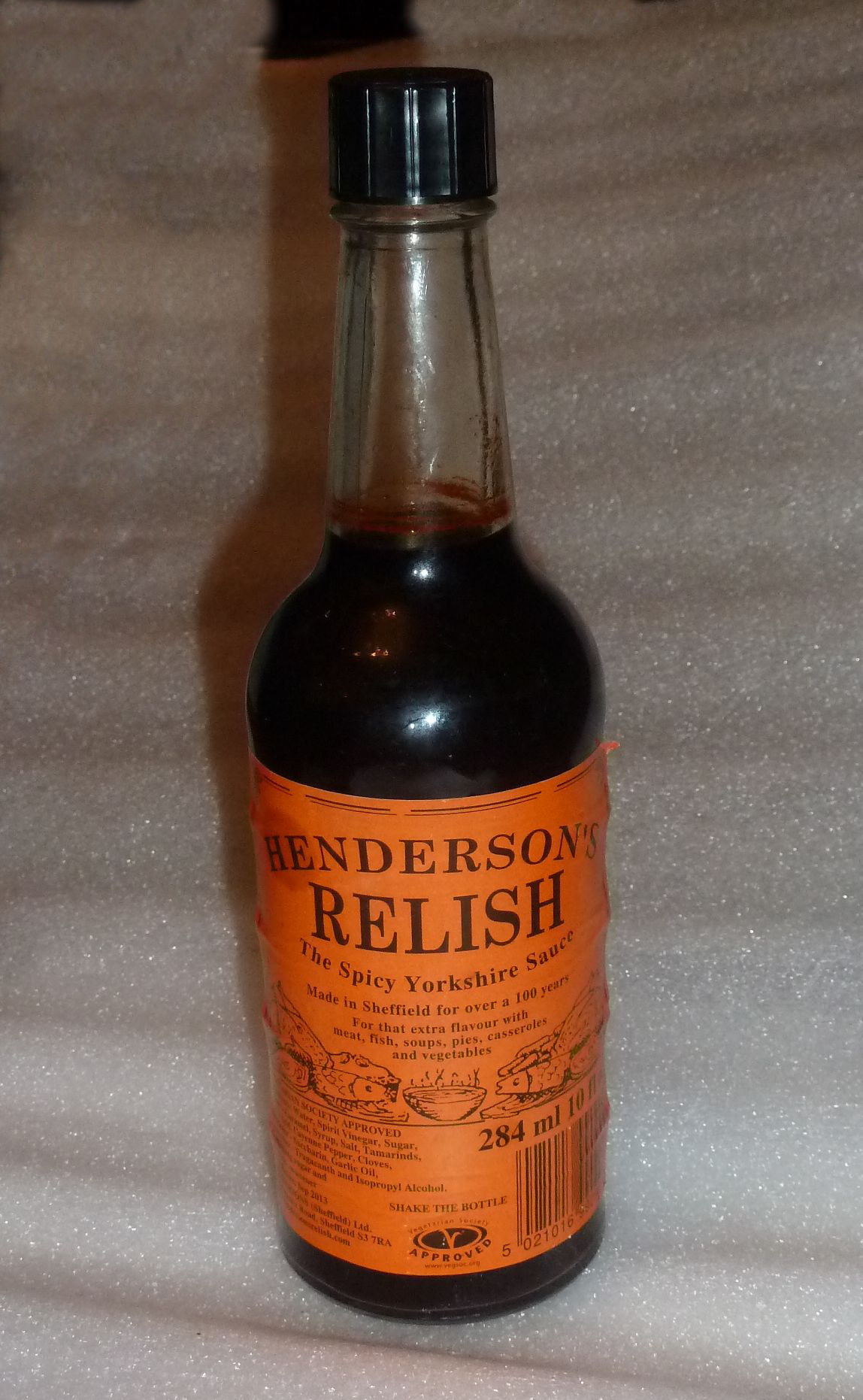
Een flesje Henderson’s Relish

Henderson’s Relish is een populaire bruine saus uit Sheffield.
De saus wordt gemaakt wordt door Hendersons (Sheffield) Ltd., dat in het bezit van de familie Hinksman is en zich in Leavygreave Road tegenover de Universiteit van Sheffield bevindt. Volgens dit bedrijf zelf werd de saus in de 19de eeuw door Henry Henderson uitgevonden. Henderson’s Relish staat in Noord-Engeland bekend als een typisch product uit Yorkshire. De saus wordt van oudsher verkocht in herkenbare ronde flessen van 10 vloeibare ons (zijnde 284 ml) met een oranje etiket.

## Culinair belang
Qua samenstelling lijkt de saus op worcestershiresaus, maar in tegenstelling daartoe bevat ze geen ansjovis, echter wel onder andere azijn, karamel en tamarinde. Daardoor is Henderson’s Relish eveneens geschikt voor veganisten; het precieze recept wordt evenwel geheim gehouden. De saus past bij de meeste gerechten, zoals vis, vlees, meat pie (met vlees gevuld deeg), eieren of een typisch Engels gerecht als bacon met bonen. Meerdere restaurants in Sheffield en omstreken zetten Henderson’s Relish standaard op tafel tussen de andere sauzen en de azijn. Ook in chip shops is het gebruikelijk, Henderson’s als saus aan te bieden.
Henderson’s Relish was tot eind 20ste eeuw buiten de regio Sheffield nagenoeg onbekend; heden ten dage wint de saus enigszins aan bekendheid dankzij diverse bekende personen uit de stad. Ze wordt geregeld door de muzikant Richard Hawley als souvenir verkocht op zijn concerten in binnen- en buitenland. De fabriek brengt tevens gelegenheidsuitgaven van de flesjes voor speciale gebeurtenissen, zoals bijvoorbeeld de Olympische medailles van Jessica Ennis in 2012.